# Xanthorhoe iberica
Xanthorhoe iberica là một loài bướm đêm trong họ Geometridae.